# Граф Монте-Кристо (телесериал, 1998)
«Граф Монте-Кристо» (фр. Le Comte de Monte-Cristo) — мини-сериал совместного производства Франции, Италии и Германии, режиссёра Жозе Дайана, снятый в 1998 году по одноимённому роману Александра Дюма. Главные роли исполнили Жерар Депардьё и Орнелла Мути.

## Сюжет
В 1815 году, в день своего обручения с красавицей Мерседес, молодой капитан дальнего плавания Эдмон Дантес был без суда и следствия заточен в тюрьму Замка Иф. В заговоре против него участвовали три человека: Мондего, имевший виды на невесту Эдмона; Данглар, мечтавший занять его место на капитанском мостике, и королевский прокурор Вильфор, вынесший обвинительный приговор.
Двадцать лет провел Дантес в подземельях замка, прежде чем ему удалось бежать. На острове Монте-Кристо он нашёл сказочные сокровища, о которых ему рассказал сосед по камере. Свободный и богатый, Дантес год путешествовал по Востоку.
Но настал час для возмездия, и бывший пленник уже на дороге в Париж — под маской загадочного графа Монте-Кристо.
Несметное богатство и изысканные манеры позволили Монте-Кристо шутя войти в высшее парижское общество. Ни один из трех заговорщиков не узнал его. Только в сердце Мерседес, ставшей законной супругой негодяя Мондего, шевельнулось подозрение о возвращении любимого, которого она похоронила в своих мыслях более 20 лет назад…
То под видом итальянского священника, то под маской английского лорда, Монте-Кристо входит в жизни своих врагов, чтобы найти их наиболее уязвимые места и нанести удар наверняка.
Чтобы отомстить Мерседес, Монте-Кристо предлагает руку красавице — вдове Камилле де ля Ришарде. Однако игра в ревность причиняет графу не меньше боли, чем Мерседес: она осталась для него такой же любимой женщиной, какой была всегда.

## В ролях
| Актёр             | Роль                     |
| ----------------- | ------------------------ |
| Жерар Депардьё    | Эдмон Дантес             |
| Орнелла Мути      | Мерседес                 |
| Серджио Рубини    | Бертуччо                 |
| Жан Рошфор        | Фернан Мондего           |
| Пьер Ардити       | прокурор Вильфор         |
| Флоранс Дарель    | Камилла де ла Ришарде    |
| Кристофер Томпсон | Максимиллиан Моррель     |
| Жюли Депардьё     | Валентина де Вильфор     |
| Мишель Омон       | Барон Данглар            |
| Станислас Мерхар  | Альбер де Морсер         |
| Ролан Бланш       | Кадрусс                  |
| Жорж Мустаки      | аббат Фариа              |
| Инес Састр        | Гайде                    |
| Маттиа Сбраджа    | Луиджи Вампа             |
| Гийом Депардьё    | Эдмон Дантес в молодости |
| Найке Ривелли     | Мерседес в молодости     |
| Эмануэл Буз       | король Луи Филипп        |

## Расхождения с оригиналом
Хотя сериал длинный и охватывает много событий, он тем не менее имеет некоторые расхождения с сюжетом книги. Сюжет до заточения Эдмона в замок Иф показан лишь отрывком — моментом ареста и свиданием с Вильфором, а далее лишь упоминается на словах. Бертуччо не имеет никакого отношения к Бенедетто (а сундук обнаружил Кадрусс); в фильме внебрачный сын прокурора, Бенедетто, зовётся Туссеном, а граф не превращает его в виконта Андреа Кавальканти (соответственно, убрана сюжетная линия, связанная с Андреа), также убран суд над Бенедетто, где он раскрывает, что Вильфор его отец, — фактически его роль свелась лишь к убийству Кадрусса и самому факту существования. Камилла де ла Ришарде, в экранизации являющаяся любовницей Монте-Кристо и музой (вместо Гайде), в романе отсутствует. Сама Гайде была освобождена сразу же после выкупа графом (ближе к концу событий в отличие от книги), а в дальнейшем она сошлась с Францем д`Эпине. Франц также почти полностью убран — его функция свелась к явке на свадьбу к Валентине и уходу, а также к праву быть секундантом Альбера. Также в фильме отсутствуют Эдуард де Вильфор (Элоиза отравляла всех только ради себя), Эжени Данглар с подругой Луизой д'Армильи (сюжетная линия убрана), Жюли Моррель с мужем (функции легли на Максимилиана), Люсьен Дебрэ (сюжетная линия убрана), Рауль де Шато-Рено, Батистен, Али (функции обоих исполняет Бертуччо, гораздо более близкий дружески к графу и посвящённый в его тайны). Почти полностью убрана сюжетная линия в Риме (граф, Альбер, Франц, Луиджи Вампа), которая свелась к быстрому похищению Альбера и не менее быстрому его освобождению за счёт помощи графа в отмене казни. Полностью отсутствуют подземный дворец графа на острове Монте-Кристо. Более подробно раскрыто взаимодействие с домом «Томпсон и Френч». Также существуют серьёзное расхождением с финалом. В финале Дантес жертвует своё состояние монахам и возвращается в Марсель, к Мерседес, тогда как в конце романа граф уплывает вместе с Гайде на корабле, оставив остров Монте-Кристо и всё своё состояние Максимилиану и Валентине.